# Sopro cardíaco
Sopro cardíaco é um som cardíaco, semelhante ao ruído de um sopro de ar, gerado pela passagem do sangue através do coração.

## Origem do sopro
O fluxo de sangue pelo coração é, em condições normais, do tipo laminar. A sua passagem é silenciosa, com as vibrações sonoras geradas abaixo do limiar auditivo do examinador, quando este está usando um estetoscópio. Em certos casos, as doenças cardíacas alteram os ruídos normais do coração. Lesões nas valvas podem impedir seu fechamento completo, ocasionando retorno do sangue. Pode haver também orifícios que comunicam os ventrículos ou os átrios entre si, causando fluxos de sangue irregulares de um lado para o outro do coração. Esse ruídos anormais (os sopros) são importantes para o diagnóstico de anormalidades cardíacas.
Qualquer condição que transforme o fluxo de laminar para turbilionar aumenta as vibrações sonoras geradas pela passagem do sangue.

### Condições fisiológicas
Muitas variações da normalidade podem provocar turbilhonamento do sangue e, devido a isso, sopros. Uma aceleração da freqüência cardíaca por esforço físico ou o aumento da diluição do sangue, normal na gestação, são exemplos.

### Condições patológicas
Entre as doenças que geram sopros, estão:

#### Cardiopáticas
- Valvopatia
- Cardiopatia congênita
- Infarto agudo do miocárdio

#### Não cardiopáticas
- Anemia
- Tireotoxicose
  - Hipertireoidismo

## Classificação dos sopros cardíacos
| Classificação dos sopros cardíacos | Classificação dos sopros cardíacos                                                                               |
| ---------------------------------- | --- |
| Grau                               | Descrição |
| Grau 1                             | Muito fraco. |
| Grau 2                             | Suave. |
| Grau 3                             | Audível em todo o pré-córdio.                                                                                    |
| Grau 4                             | Alto, com frémito palpável (isto é, um tremor ou vibração sentido à palpação)                                    |
| Grau 5                             | Muito alto, com frémito. Pode ser auscultado quando o estetoscópio está parcialmente afastado da caixa torácica. |
| Grau 6                             | Muito alto, com frémito. Audível com o estetoscópio afastado da caixa torácica.                                  |

## Significado clínico
O sopro é um sinal clínico. Sua importância depende de suas características e do contexto médico.